# Pilargis mohri
Pilargis mohri är en ringmaskart som beskrevs av José María Alfono Félix Gallardo 1968. Pilargis mohri ingår i släktet Pilargis och familjen Pilargidae. Inga underarter finns listade i Catalogue of Life.